# Pesjawar
Pesjawar of Peshawar (Pashto:پېښور) is een stad aan de oostkant van de Khyberpas in het noordwesten van Pakistan. Het is de hoofdstad van de provincie Khyber-Pakhtunkhwa. De stad heeft circa 985.000 inwoners. Voor de deling van Brits-Indië heette de stad Purushapura, wat zoveel betekent als 'stad van de bloemen'. De stad heeft een universiteit en verschillende musea met onder meer voorwerpen uit de Gandhara-periode.

## Geschiedenis
Pesjawar werd voor het begin van de christelijke jaartelling door de Gandhara-vorsten gesticht en is sinds eeuwen een handelscentrum tussen India, Afghanistan en Centraal-Azië. De stad behoorde aan de Turkse Ghaznaviden tot ze in 1181 werd veroverd door de Tadzjiekse Ghowriden.
Marco Polo bezocht de stad in 1275.
In 1530 bouwde Babur, de stichter van het Mogolrijk, er een vesting. In de mogolperiode maakte Pesjawar een bloei door.
In de jaren 1980 was de stad een verzamelpunt voor radicale moslims uit het hele Midden-Oosten en Noord-Afrika, om van daaruit de jihad te gaan voeren tegen het bewind in Kabul. Zo ook kwamen Abdullah Yusuf Azzam en Osama bin Laden naar Pesjawar. De inzet en ideeën van Azzam, het geld van Osama bin Laden en de militaire steun van de CIA legden daar de fundamenten voor wat in 2001 al Qaida genoemd zou gaan worden. 
Op 9 juni 2009 vond er een bomaanslag plaats op het Pearl Continental Hotel en op 5 april 2010 volgde een zelfmoordaanslag op het Amerikaanse consulaat. Sinds die periode is de stad regelmatig het toneel van geweld. Op 22 september 2013 vielen bij een aanslag op de Allerheiligenkerk minstens 80 doden. Deze aanslag werd gevolgd door een bomaanslag op een bus met ambtenaren op de 27e, en een op een markt op de 29e, waarbij 19 respectievelijk 38 doden vielen.
Op 30 januari 2023 vond er nogmaals een bomaanslag plaats, dit keer op een moskee. Er waren meer dan 100 doden. De bomaanslag werd opgeëist door enkele taliban-leden, maar dat werd later ontkend.

## Bevolking
De bevolking van de stad bestaat voornamelijk uit Pathanen. De belangrijkste stam uit de streek is de Yousoufzai.

## Bekende inwoners van Pesjawar

### Geboren
- Raj Kapoor (1924-1988), Indiaas acteur, filmregisseur en filmproducent
- Dilip Kumar (1922-2021), Indiaas acteur, filmproducent en politicus
- Vinod Khanna (1946-2017), Indiaas acteur en filmproducent

## Galerij

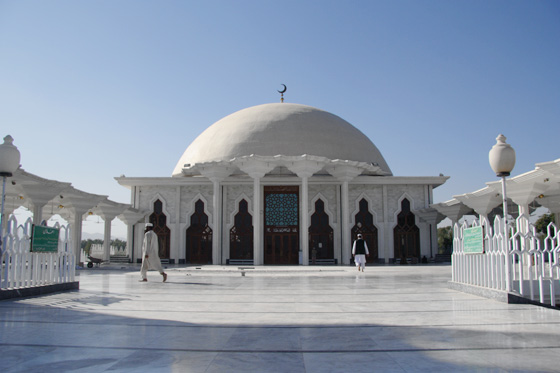
Masjid-al-Zar'ouni in Peshawar